# Het Koninklijk Penningkabinet
Het Koninklijk Penningkabinet (Das königliche Münzkabinett, auch Rijksmuseum Het Koninklijk Penningkabinet) war von 1816 bis 2004 ein niederländisches Münzkabinett und Rijksmuseum (Nationalmuseum).

## Geschichte
Das Münzkabinett geht auf die 1751 durch Willem IV. angekaufte Sammlung De Thoms von antiken Münzen und geschnittenen Steinen, die unter Willem V. noch ausgebaut wurde. 1816 wurde sie unter König Willem I. zum Koninklijk Penningkabinet.
Die Sammlung hatte ihren Sitz zunächst in Den Haag (Koninklijk Kabinet van Munten, Penningen en Gesneden Steenen; Cabinet Royal des Médailles) und wurde 1986 nach Leiden (Rapenburg 26) verlegt. Im Jahr 2004 wurde die Sammlung Teil des Geldmuseum der Koninklijke Nederlandse Munt mit Sitz in Utrecht. Zum 1. November 2013 wurde dieses Museum geschlossen. Der numismatische Teil der Sammlung ist gegenwärtig als Nationale Numismatische Collectie im Besitz der Niederländischen Nationalbank, die geschnittenen Steine befinden sich heute im Rijksmuseum van Oudheden in Leiden.

## Sammlung
Das Münzkabinett umfasste neben in- und ausländischem Geld auch eine Sammlung von antiken geschnittenen Steinen.

## Kataloge
- Annie N. Zadoks-Josephus Jitta: Catalogue sommaire des cylindres orientaux au Cabinet Royal des Médailles à la Haye. Impr. d’État, Den Haag 1952.
- Marianne Maaskant-Kleibrink: Catalogue of the engraved gems in the Royal Coin Cabinet, The Hague : the Greek, Etruscan and Roman collections. Government Publishing Office, Den Haag 1978, ISBN 3-515-02919-2